# Decade
《Decade》是fripSide（第二期）的第二張專輯。於2012年12月5日由Geneon Entertainment發售。

## 概要
- 這張專輯作為fripSide（第二期）第二張專輯，也是十週年紀念專輯。
- 標題就是英語「十年」的意思。
- Blu-ray初回限定盤（GNCA-1350）、DVD初回限定盤（GNCA-1351）及通常盤（GNCA-1352）3種版本。
- Blu-ray及DVD初回限定盤附收錄有《Decade》PV的DVD，這次PV出演分別由初代主唱nao與現任主唱南條愛乃為十週年專輯主題曲《Decade》合唱。
- 這次專輯的收錄了初代主唱nao的歌曲，以及現任主唱南條愛乃的歌曲。由南条爱乃翻唱了come to mind和message两首nao时代的歌曲。

## 收錄歌曲
CD
第1首主唱：nao、南條愛乃；第11首主唱：nao；其餘由南條愛乃主唱。
1. Decade（7:10）
作詞、作曲、編曲：八木沼悟志
2. way to answer（4:46）
作詞：yuki-ka/八木沼悟志，作曲、編曲：八木沼悟志
PSP遊戲《科學超電磁砲》主題曲
3. fortissimo-the ultimate crisis-（4:56）
作詞：yuki-ka，作曲、編曲：八木沼悟志
PC遊戲《fortissimo//Akkord:Bsusvier》主題歌
4. come to mind(version3)（5:41）
作詞：nao/八木沼悟志，作曲：八木沼悟志，編曲：齋藤真也
5. Heaven is a Place on Earth（5:17）
作詞：yuki-ka/八木沼悟志，作曲、編曲：八木沼悟志
劇場版《旋風管家 HEAVEN IS A PLACE ON EARTH》主題曲
6. fortissimo-from insanity affection-（5:01）
作詞：yuki-ka，作曲：八木沼悟志，編曲：川崎海
PC遊戲《fortissimo//Akkord:Bsusvier》主題歌
7. grievous distance（4:50）
作詞：南條愛乃，作曲、編曲：八木沼悟志
8. whitebird（6:51）
作詞、作曲、編曲：八木沼悟志
9. a silent voice（6:22）
作詞：熊野清美，作曲：八木沼悟志，編曲：齋藤真也
10. message(version2)（5:32）
作詞、作曲、編曲：八木沼悟志
11. re:ceptivity（5:00）
作詞：nao/山下慎一狼，作曲、編曲：八木沼悟志、川崎海
12. infinite orbit（4:45）
作詞：yuki-ka，作曲、編曲：八木沼悟志
iOS/Android遊戲《ギャラクシーダンジョン》主題曲
13. endless memory ～refrain as Da Capo～（5:58）
作詞：南條愛乃，作曲：八木沼悟志，編曲：齋藤真也
PC遊戲《D.C.III R 〜ダ・カーポIII アール〜》片頭曲

Blu-ray、DVD（初回限定盤特典共通）
1. Decade（PV）
2. PV making
3. Special Spot
4. fripSide Premium Live Infinite Synthesis〜The Eve of Decade
  1. OPENING
  2. way to answer
  3. closest love
  4. MC1
  5. future gazer
  6. MC2
  7. everlasting
  8. 〜Band Performance〜
  9. trusty snow
  10. come to mind
  11. Heaven is a Place on Earth
  12. fortissimo -the ultimate crisis-
  13. only my railgun
  14. MC4
  15. meditations
  16. MC5
  17. LEVEL5-judgelight-
  18. MC6
  19. ENDING

Infinite Recollections〜Geneon fripSide Festival 2010〜（預約／購入者特典）
1. future gazer
2. late in autumn
3. LEVEL5-judgelight-
4. only my railgun